# Anallacta brachyptera
Anallacta brachyptera es una especie de cucaracha del género Anallacta, familia Ectobiidae, orden Blattodea.

## Distribución
Se distribuye por África: en Antananarivo, capital de Madagascar.

## Taxonomía
Fue descrita por Saussure & Zehntneren en 1895 y publicada en Saussure & Zehntner. 1895. 49 Allacta brachyptera.